# Varingskollen (przystanek kolejowy)
Varingskollen – kolejowy przystanek osobowy w Varingskollen, w regionie Akershus w Norwegii, jest oddalony od Oslo Sentralstasjon o 30,35 km. Przy przystanku zjazdowa trasa narciarska.

## Ruch pasażerski
Leży na linii Gjøvikbanen. Jest elementem  kolei aglomeracyjnej w Oslo - w systemie SKM ma numer  300.  Obsługuje Oslo Sentralstasjon, Gjøvik. Pociągi odjeżdżają w obu kierunkach co pół godziny; nie wszystkie pociągi zatrzymują się na wszystkich stacjach. 

## Obsługa pasażerów
Wiata, parking. Odprawa podróżnych odbywa się w pociągu.